# Gmina Llugaj
Gmina Llugaj (alb. Komuna Llugaj) – gmina położona w północno-zachodniej części kraju. Administracyjnie należy do okręgu Tropoja w obwodzie Kukës. W 2011 roku populacja wynosiła 1787 mieszkańców – 893 mężczyzn oraz 894 kobiet. W 2011 roku Albańczycy stanowili 96,10% mieszkańców.
W skład gminy wchodzi sześć miejscowości: Bukovë, Jaho Salihi, Llugaj, Luzhë, Rrëzë-Mal, Rragam.